# Erika Lehotska
Erika Lehotska (* 13. November 1974) ist eine ehemalige slowakische Biathletin.
Erika Lehotska lebt in Kráľová und begann 1992 mit dem Biathlonsport. Die Sportlehrerin gab ihr internationales Debüt zum Auftakt der Saison 1993/94 und wurde in Bad Gastein 106. eines Einzels. Drei Jahre lang gehörte sie dem Weltcup-Team an und erreichte mit Platz 43 bei einem Sprint in Osrblie in der Saison 1995/96 ihr bestes Einzelergebnis. Erster Höhepunkt der Karriere wurde die Teilnahme an den Biathlon-Weltmeisterschaften 1995 in Antholz, wo sie an der Seite von Martina Halinárová, Anna Murínová und Soňa Mihoková Vierte des Staffelrennens wurde und damit nur um einen Rang eine Medaille verpasste. Es war Lehotskas bestes Karriereerlebnis. Abschluss der Karriere wurden die Wettkämpfe bei den Biathlon-Weltmeisterschaften 1996 von Ruhpolding, wo die Slowakin 56. des Einzels, 62. des Sprints und mit Halinárová, Murínová und Mihoková Elfte des Staffelrennens wurde.

## Biathlon-Weltcup-Platzierungen
Die Tabelle zeigt alle Platzierungen (je nach Austragungsjahr einschließlich Olympische Spiele und Weltmeisterschaften).
- 1.–3. Platz: Anzahl der Podiumsplatzierungen
- Top 10: Anzahl der Platzierungen unter den ersten zehn (einschließlich Podium)
- Punkteränge: Anzahl der Platzierungen innerhalb der Punkteränge (einschließlich Podium und Top 10)
- Starts: Anzahl gelaufener Rennen in der jeweiligen Disziplin
- Staffel: inklusive Mixed-Staffel

| Platzierung                                    | Einzel | Sprint | Verfolgung | Massenstart | Team | Staffel | Gesamt |
| ---------------------------------------------- | ------ | ------ | ---------- | ----------- | ---- | ------- | ------ |
| 1. Platz                                       |        |        |            |             |      |         |        |
| 2. Platz                                       |        |        |            |             |      |         |        |
| 3. Platz                                       |        |        |            |             |      |         |        |
| Top 10                                         |        |        |            |             |      | 1       | 1      |
| Punkteränge                                    |        |        |            |             |      | 2       | 2      |
| Starts                                         | 9      | 8      |            |             |      | 2       | 19     |
| Stand: Karriereende, Daten wohl nicht komplett |        |        |            |             |      |         |        |